# Dundee United Football Club 2011-2012
Questa voce raccoglie le informazioni riguardanti il Dundee United Football Club nelle competizioni ufficiali della stagione 2011-2012.

## Stagione
- In Scottish Premier League il Dundee United si classifica al 4º posto (59 punti), tra Motherwell ed Hearts, qualificandosi per l'Europa League.
- In Scottish Cup viene eliminato ai quarti di finale dal Celtic (0-4).
- In Scottish League Cup viene eliminato ai quarti di finale dal Falkirk (2-2 e poi 4-5 ai rigori).
- In Europa League viene eliminato al secondo turno preliminare dai polacchi dello Slask Breslavia (3-3 complessivo con gol in trasferta a sfavore).

## Maglie e sponsor
| Casa | Trasferta |

## Rosa
| N. |                        | Ruolo | Calciatore          |
| -- | ---------------------- | ----- | ------------------- |
| 1  | Slovacchia (bandiera)  | P     | Dušan Perniš        |
| 2  | Irlanda (bandiera)     | D     | Seán Dillon         |
| 3  | Scozia (bandiera)      | D     | Paul Dixon          |
| 4  | Scozia (bandiera)      | D     | Scott Severin       |
| 5  | Scozia (bandiera)      | D     | Garry Kenneth       |
| 6  | Irlanda (bandiera)     | C     | Willo Flood         |
| 7  | Irlanda (bandiera)     | C     | Richard Ryan        |
| 8  | Scozia (bandiera)      | C     | Scott Robertson     |
| 9  | Irlanda (bandiera)     | A     | Jon Daly (capitano) |
| 10 | Scozia (bandiera)      | C     | Danny Swanson       |
| 11 | Scozia (bandiera)      | C     | John Rankin         |
| 12 | Scozia (bandiera)      | D     | Keith Watson        |
| 13 | Inghilterra (bandiera) | P     | Steve Banks         |
| 14 | Scozia (bandiera)      | D     | Barry Douglas       |

| N. |                       | Ruolo | Calciatore         |
| -- | --------------------- | ----- | ------------------ |
| 15 | Scozia (bandiera)     | A     | Johnny Russell     |
| 16 | Scozia (bandiera)     | C     | Stuart Armstrong   |
| 17 | Scozia (bandiera)     | C     | Gary Mackay-Steven |
| 18 | Irlanda (bandiera)    | D     | Gavin Gunning      |
| 19 | Finlandia (bandiera)  | A     | Lauri Dalla Valle  |
| 20 | Scozia (bandiera)     | C     | Scott Allan        |
| 21 | Slovacchia (bandiera) | A     | Miloš Lačný        |
| 22 | Scozia (bandiera)     | A     | Ryan Dow           |
| 23 | Scozia (bandiera)     | A     | Dale Hilson        |
| 24 | Scozia (bandiera)     | D     | Ross Smith         |
| 25 | Scozia (bandiera)     | P     | Marc McCallum      |
| 26 | Scozia (bandiera)     | D     | Robbie Neilson     |
| 46 | Scozia (bandiera)     | C     | Ryan Gauld         |

## Risultati

### Europa League
| Arbitro: | Hagen |

|             |           |  |
| Voskamp 75’ | Marcatori |  |

| Arbitro: | Lahoz |

|                                          |           |                      |
| Russell 2’ Goodwillie 5’ Daly 44’ (rig.) | Marcatori | 15’ Elsner 74’ Dudek |